# باب دریک (راننده مسابقه)
باب دریک (انگلیسی: Bob Drake؛ زادهٔ ۱۴ دسامبر ۱۹۱۹ در سان فرانسیسکو، کالیفرنیا، درگذشتهٔ ۱۸ آوریل ۱۹۹۰ در وودلند هیلز، لس آنجلس) رانندهٔ مسابقات اتومبیل‌رانی فرمول یک اهل ایالات متحده آمریکا بود که در فصل ۱۹۶۰ در مجموع در یک گراند پری شرکت کرد، اما موفق به کسب هیچ امتیازی نشد.
دریک در ۱۸ آوریل ۱۹۹۰ در وودلند هیلز، لس آنجلس درگذشت.